# NADD - Global Diving Agency
NADD - Global Diving Agency è un'agenzia didattica impegnata nell'addestramento all'attività subacquea, fondata nel 1984 in Italia e riconosciuta a livello internazionale. La sede di NADD si trova a Milano.
I programmi didattici di NADD, disponibili sia in formato cartaceo che multimediale, comprendono la subacquea ricreativa, la subacquea tecnica, l'apnea e il nuoto. 
NADD è impegnata inoltre nella tutela ambientale, attraverso la sensibilizzazione dei subacquei in merito alla conservazione degli oceani. A questo scopo, ha stretto durante il corso degli anni collaborazioni con diverse associazioni per la difesa dell'ambiente.

## Storia
Nasce in Italia agli inizi degli anni Ottanta; inizialmente le sue attività sono dedicate in prevalenza allo sviluppo di sistemi didattici, corsi di acquaticità, nuoto e subacquea per persone con disabilità. L'esperienza maturata nella formazione subacquea per persone con disabilità crea le basi per lo sviluppo di un progetto più ampio rivolto a tutti i subacquei.
Negli anni seguenti NADD si struttura, vengono prodotti materiali didattici dedicati all'insegnamento della disciplina subacquea a tutti i livelli, dai corsi base, anche per bambini, ai programmi per professionisti della subacquea, per l’immersione in apnea e il nuoto.

## Oggi
NADD è diffusa attraverso una rete di istruttori, centri subacquei, scuole, club, tecnici del settore subacqueo, sportivo e turistico, oltre a collaborare con enti ed istituzioni pubbliche e private. Fin dalla sua fondazione, sostiene le attività subacquee per persone con disabilità, tramite progetti di formazione, sensibilizzazione e diffusione delle attività subacquee.

## Didattica Internazionale
I corsi di NADD sono certificati con le direttive della Comunità Europea (certificazione EN) e internazionali (certificazione ISO), emesse dagli enti certificatori UNITER ed EUF . NADD fa anche parte di CIAS .

## Programmi Didattici

### Recreational
Scuba Experience - Scuba Diver - Indoor Diver - Open Water Diver - Advanced Open Water Diver - Rescue Diver - BLSD / BLS First Aid - Oxygen Provider - Scuba Review.

### Specialty
Deep Diver - Nitrox Diver - Wreck Diver - Altitude Diver - Drift Diver - Night Diver - Scuba Photographer - Search And Recovery - Shark Awareness - Propulsion Vehicle - Dry Suit - Dive Buddy for Disabled Diver - Underwater Navigation - Performance Buoyancy - Compressor Operator Air - Full Face Mask.

### Professional
Divemaster - Assistant Instructor - Open Water Instructor - Advanced Instructor - ITC Staff Instructor - Instructor Trainer.

### Junior
Scuba Experience - Scuba Diver - Baby Dolphin - Open Water Diver - Advanced Diver.

### Technical
Decompression Procedures - Extended Range - Trimix 60 - Trimix 80 - Trimix 100 - Compressor Operator Blending.

### Apnea
Snorkeling - Apnea Indoor - Apnea Basic/Junior - Apnea Level 1/2/3 - Monofin - Mermaid - Spearfishing - Apnea Training - Rescue Apnea -
Assistant Instructor - Instructor Level 1/2 - Specialty Instructor - Instructor Trainer.